# 악어 (방송인)
악어(본명: 진동민, 1994년 9월 9일 ~ )은 대한민국의 유튜브 크리에이터이자 트위치의 스트리머이다.

## 생애
2012년, 아프리카tv에서 bj로 활동을 시작했다.
그 후, 유튜브 플랫폼을 접하게 되며 유튜버로의 활동도 시작했다.
트로트가수로 활동하고 있는 진요근의 아들이기도 하다

## 악어 크루
- 만득
- 남봉
- 중력
- 핑맨
- 수닝
- 리타
- 멋사
- 너불

## 수상
-2013년-
•2012년 아프리카tv 대상, 우수상
-2014년-
•bj페스티벌 대표 50상
•bj페스티벌 star 20상
-2015년-
•bj페스티벌 대표 50상
•bj페스티벌 the star 20 대상
•bj페스티벌 대상 인기상 
-2016년-
•bj페스티벌 대상 대표 50상
-2018년-
•아프리카tv 특별상
•아시아 모델 어워즈 올해의 크리에이터 상
-2019년-
•아프리카 bj대상 게임마스터상
•대한민국 청년의 날 크리에이터 어워즈 게임부문 대상